# Kleinbahn Celle–Wittingen

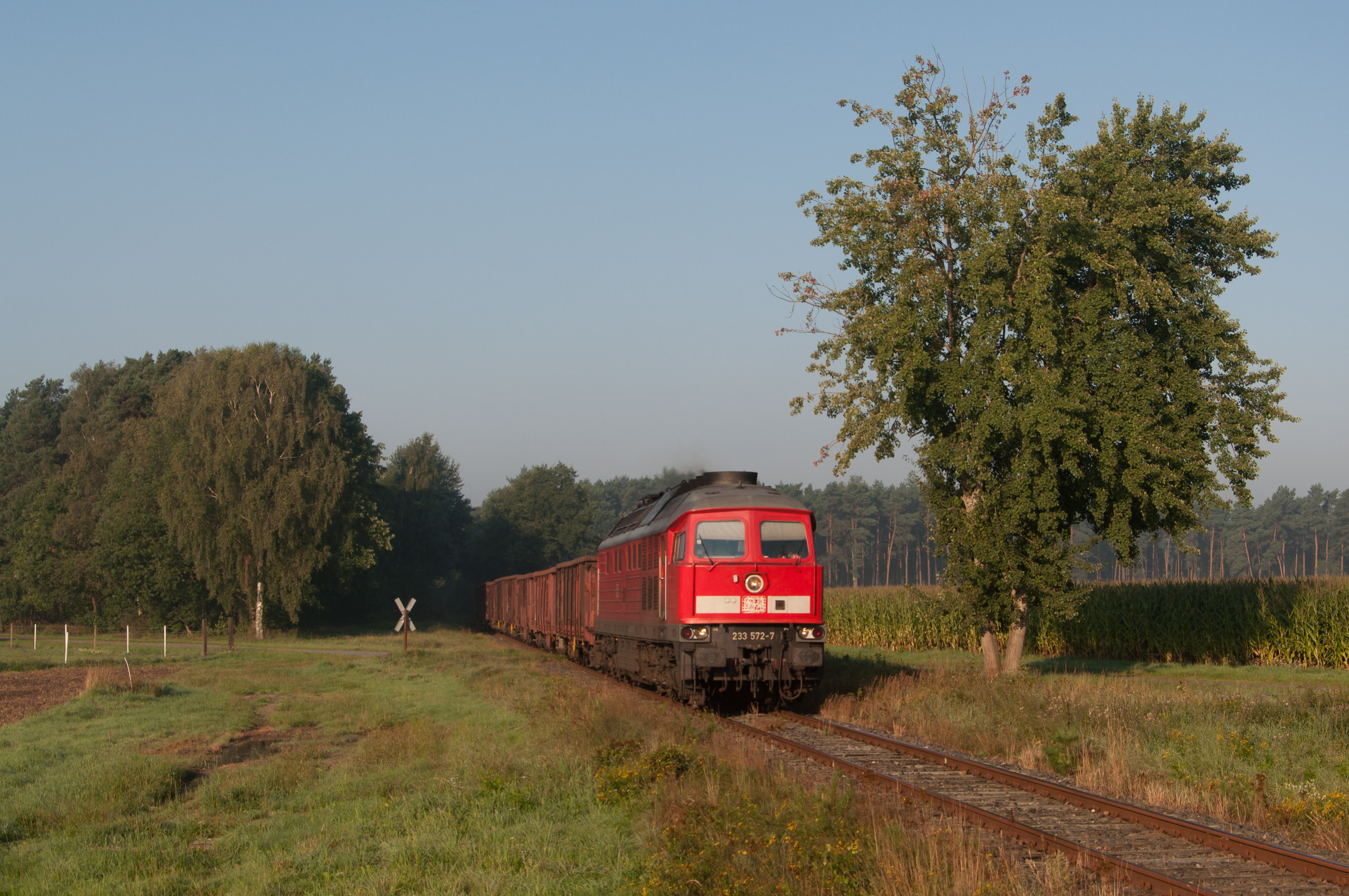
Güterzug bei Repke

Die Kleinbahn Celle–Wittingen AG wurde am 21. Juni 1902 vom preußischen Staat, der Stadt Celle und 33 Gemeinden gegründet. Am 15. August 1904 eröffnete sie die 51 km lange, normalspurige Strecke Celle Stadt (Nord)–Beedenbostel–Hankensbüttel–Wittingen West (Bahnstrecke Celle–Wittingen). Diese Strecke wird auch Lachtetalbahn genannt, da sie teilweise entlang der Lachte verläuft. Die Fahrzeit für die Strecke Celle–Wittingen betrug 1906 rund zwei Stunden und 20 Minuten. 1908 wurde der Bahnhof Wittingen West auf die Ostseite des Staatsbahnhofs verlegt, um einen gemeinsamen Bahnhof mit der 1909 eröffneten Kleinbahn Wittingen–Oebisfelde und der Kleinbahn Bismark-Gardelegen-Wittingen, der späteren Altmärkische Kleinbahn AG, zu ermöglichen. Der neue Streckenverlauf machte den Bau von Dämmen und einer Brücke über die Staatsbahn erforderlich.
Von Beedenbostel führte ab 22. Juli 1912 die Salzbahn, eine 7 km lange Zweigbahn, in nördlicher Richtung über Mariaglück nach Habighorst, wo an beiden Orten Kali- und Salzbergwerke entstanden waren. Bereits nach 1924 wurde Mariaglück Endpunkt der Züge.
Die Kleinbahn Celle-Wittingen hatte schon vor 1914 eine gemeinsame Betriebsführung mit der Kleinbahn Celle-Garßen-Bergen. Diese Gesellschaft nannte sich ab 1910 Kleinbahn Celle-Soltau, Celle-Munster GmbH.
Am 8. November 1940 wurde die Kleinbahn Celle-Wittingen zu einer Eisenbahn des allgemeinen Verkehrs.
Ab 23. Februar 1940 firmierte sie in Eisenbahn Celle-Wittingen AG um. Diese übernahm am 27. März 1944 die Kleinbahn Celle-Soltau, Celle-Munster GmbH, mit der sie bereits in der Betriebsgemeinschaft der Celler Kleinbahnen verbunden war, und führte fortan den Namen Celler Eisenbahnen AG.
Am 10. Juli 1944 wurden diese und andere Bahngesellschaften zur 
Osthannoverschen Eisenbahnen AG (OHE) zusammengeschlossen.